# Матица лужичкосрпска
Матица лужичкосрпска, према буквалној транскрипцији са лужичкосрпских језика Матица сербска (глсрп. Maćica Serbska, длсрп. Maśica Serbska), лужичкосрпска је књижевно-научно и културно-просвјетно друштво. Циљ друштва је развој, очување и ширење знања о Лужичким Србима и њиховој култури. Ова најстарија културна и друштвена организација Лужичких Срба, дјелује од 1847. године.

## Историја
Матица лужичкосрпска је основана 1847. године у Будишину као клуб развоја лужичкосрпске књижевности и центар развоја лужичкосрпских наука. Међу оснивачима друштва били су лужичкосрпски писци Хандриј Зејлер, Јан Арношт Смолер и педагог Корла Јан Смолер. У првом периоду своје историје, чланови Матице лужичкосрпске углавном су се занимали језичким питањима, проучавањем лужичкосрпске историје, књижевност, фолклор и демографија. Од 1847. до 1937. године организација је издавала свој часопис Časopis Maćicy Serbskeje једном годишње. Године 1867. излази и српски календар под именом Пређенак.
У свјетлу револуционарних покрета у Источној Пруској чланови Матице лужичкосрпске су се 1848. године обратили саксонском суду са захтјевом да се лужичкосрпским језицима дају једнака права као њемачкој језику у настави у школском систему и локалној самоуправи.
У другој половини 19. вијека Матица лужичкосрпска је играла важну улогу у ставарању и уједињењу јединствене лужичкосрпске писмености. У Кочебусу 1880. године основано је доњолужичкосрпско одјељење Матице лужичкосрпске. У дрој половини 19. вијека највећи број чланова друштва је 191 члан. Друштво је 1905. године имало 206 чланова. Те године организација се састојала од 100 примарних одјељења, 6 окружних, 5 градских и 3 самостална одјељења.
У Будишину је 1904. године отворен Лужичкосрпски дом, који се бавио прикупљањем архивске грађе и оснивањем лужичкосрпске библиотеке. Лужичкосрпски дом се користио за разне јавне састанке и културне догађаје. Од 1929. до 1932. године Матица лужичкосрпска је почетком августа организовала народне фестивале у Витошу. Након доласка нациста на власт 1937. рад Матице лужичкосрпске је потпуно забрањено. Имовина друштва је 1941. године одузета. Лужичкосрпски дом је 1945. године потпуно уништен током вођења борби.
Дјелатност друштва је настављено послије Другог свјетског рата. Чланови друштва су се бавили углавном језичким и историјским питањима. Касније је Матица лужичкосрпска изгубила самостаност и придружена је организацији Домовина. У исто вријеме Матица лужичкосрпска је иницирала стварање Лужичкосрпско института 1951. године.
Матица лужичкосрпска је 1991. године изашла из састава Домовине.
Тренутно, Матица лужичкосрпска организује разне конференције о лужичкосрпској култури и подржава активности лужичкосрпски јавних личности и активиста. Управни одбор Матице лужичкосрпске састоји се од 22 људи који живе у различитим земљама свијета. Они се састају једном годишње у Будишину прве суботе послије Ускрса.
Године 2025. посетила је и Лужичких Срба (институцију Домовина, Лужички институт, парохије Хоџиј и Баћоњ) на позив Матице Лужичких.

## Предсједници
- Бједрих Адолф Клин (1847—1855);
- Ернст Рихтар (1856—1872);
- Јан Арношт Смолер (1872—1882);
- Михал Горник (1882—1894);
- Корла Август Калих (1894—1895);
- Јуриј Лусчански (1895—1905);
- Јан Павол Крижан (1905—1923.);
- Јакуб Скала (1923—1925);
- Арношт Герман (1925—1934);
- Бено Симанк (1934—1938);
- Густав Алвин Мјерва (1938—1941);
- Јакуб Вјацлавк (1946—1949);
- Герард Вирт (1990—1991);
- Мертин Волкел (1991—2007);
- Јан Малинк (2008–2016);
- Јуриј Лушћански (од 2016).